# اریگیوس
اریگیوس (به یونانی: Eριγυιoς؛ درگذشتهٔ ۳۲۸ پیش از میلاد) از دوستان اسکندر کبیر و از افسران سپاهش بود. او در شهر موتیلنه زاده شد و پدرش لاریخوس نام داشت. فیلیپ دوم مقدونی به خاطر وفاداری صادقانهٔ اریگیوس نسبت به اسکندر، او را تبعید کرد اما در سال ۳۳۶ با جلوس اسکندر بر مسند قدرت، اریگیوس دوباره به مقدونیه بازگشت. او در نبرد گوگمل به سال ۳۳۱ پیش از میلاد و نیز هنگامی که اسکندر در جستجوی داریوش سوم از اکباتان به سوی شرق رهسپار شد، فرماندهی سواره‌نظام متحدین را بر عهده داشت. اسکندر در سال ۳۳۰ پیش از میلاد فرماندهی یکی از سه لشکری را که مأمور یورش به هیرکانیا بودند بدو سپرد. همچنین اریگیوس در زمرهٔ سردارانی قرار داشت که شورش ساتی‌برزن را سرکوب کردند و اریگیوس با دستان خویش ساتی‌برزن را از پای درآورد. در سال ۳۲۹ پیش از میلاد، همراه با کراتروس و هفستیون، و با کمک آریستاندر فالگیر، تلاش کرد تا اسکندر را از گذر از سیردریا و رهسپار شدن به سوی سکائستان منصرف کند. اریگیوس در سال ۳۲۸ پیش از میلاد در نبردی علیه فراریان باکتریایی کشته شد.